# Salto Fútbol Club
El Salto Fútbol Club és un club de futbol uruguaià de la ciutat de Salto, al departament homònim, disputa la primera divisió amateur, equivalent a tercera divisió uruguaiana. Els seu color és taronja.
El club fou fundat en 2002 amb el objective de representar la ciutat en el futbol professional uruguaià. Disputa la primera competició en l'any següent de la seva fundació, finalitzant en 7è, més en l'any següent, descendeix de divisió i s’llicència d’activitats professionals durant 16 anys, quan retorna per disputar la tercera divisió uruguaiana en 2021.
El club no há guanyat cap títol.